# 土佐山田郵便局
土佐山田郵便局（とさやまだゆうびんきょく）は高知県香美市にある郵便局。民営化前の分類では集配普通郵便局であった。

## 概要
住所：〒782-8799 高知県香美市土佐山田町東本町二丁目2-38

## 沿革
- 1872年9月3日（明治5年8月1日） - 山田郵便取扱所として開設[1]。
- 1875年（明治8年）1月1日 - 山田郵便局（五等）となる。
- 1885年（明治18年）5月1日 - 貯金取扱を開始。
- 1888年（明治21年）6月1日 - 為替取扱を開始。
- 1897年（明治30年）3月1日 - 山田郵便電信局となる。
- 1903年（明治36年）4月1日 - 通信官署官制の施行に伴い山田郵便局となる。
- 1955年（昭和30年）11月1日 - 片地郵便局[2]から集配業務を移管[3]。
- 1956年（昭和31年）2月1日 - 土佐山田郵便局に改称。
- 1956年（昭和31年）3月1日 - 片地郵便局[2]から電話交換事務の取扱を移管。
- 1965年（昭和40年）1月24日 - 電話交換および和文電報配達業務を土佐山田電報電話局に移管。
- 1965年（昭和40年）2月1日 - 特定郵便局から普通郵便局に局種別改定。
- 2000年（平成12年）8月14日 - 外国通貨の両替および旅行小切手の売買に関する業務取扱を開始。
- 2006年（平成18年）9月11日 - 美良布（びらふ）郵便局および繁藤郵便局からそれぞれ「781-42xx」「789-05xx」区域の集配業務を移管[4]。
- 2007年（平成19年）10月1日 - 民営化に伴い、併設された郵便事業土佐山田支店に一部業務を移管。
- 2012年（平成24年）10月1日 - 日本郵便株式会社発足に伴い、郵便事業土佐山田支店を土佐山田郵便局に統合。

## 取扱内容
- 郵便、印紙、ゆうパック、内容証明
- 貯金、為替、振替、振込、国際送金、国債、投資信託
- 生命保険、バイク自賠責保険、自動車保険、がん保険、引受条件緩和型医療保険、変額年金保険
- ゆうちょ銀行ATM（管轄はゆうちょ銀行松山支店）
- 「782-00xx」「789-05xx」区域（香美市（旧香美郡土佐山田町域））および「781-42xx」区域（香美市（旧香美郡香北町域））の集配業務
- ゆうゆう窓口

## 周辺
- 香美市役所
- 香美市立山田小学校
- 高知県立山田高等学校
- 国道195号

## アクセス
- JR土讃線 土佐山田駅から東へ300m（徒歩約4分）
- とさでん交通・ジェイアール四国バス山田高校前停留所下車
- 高知自動車道 南国ICから東へ約6km
- 駐車場あり：9台